# Plážový volejbal na Letních olympijských hrách 2020
Plážový volejbal na Letních olympijských hrách 2020 v Tokiu se konal od 24. července do 7. srpna 2021.
V základní části je 24 párů rozděleno do šesti skupin po čtyřech, kde se jednou utkal každý s každým. Dvě nejlepší dvojice z každé skupiny a dva nejlepší páry na třetích místech postupují přímo do osmifinále. O poslední dvě místa v osmifinále se utkají zbylé týmy na třetích místech. Soutěž bude dále pokračovat vyřazovací částí, neúspěšní semifinalisté se utkají o bronz. 

## Medailisté
| Soutěž | Zlato                                                                | Stříbro                                                         | Bronz                                                      |
| ------ | -------------------------------------------------------------------- | --------------------------------------------------------------- | ---------------------------------------------------------- |
| Muži   | Norsko (NOR) · Anders Berntsen Mol · Christian Sørum                 | Sportovci ROV (ROC) · Vjačeslav Krasilnikov · Oleg Stojanovskij | Katar (QAT) · Ahmed Tijan · Cherif Younousse               |
| Ženy   | Spojené státy americké (USA) · Alexandra Klinemanová · April Rossová | Austrálie (AUS) · Taliqua Clancyová · Mariafe Artachoová        | Švýcarsko (SUI) · Joana Heidrichová · Anouk Vergé-Dépréová |